# جين لانغ
جين لانغ (بالإنجليزية: Gene Lang)‏ هو لاعب كرة قدم أمريكية أمريكي، ولد في 15 مارس 1962 في باس كريستيان في الولايات المتحدة.

## وصلات خارجية
- جين لانغ على موقع مرجع كرة القدم المحترفة.كوم (الإنجليزية)